# The Love Burglar
The Love Burglar è un film muto del 1919 diretto da James Cruze. La sceneggiatura di Walter Woods si basa sul lavoro teatrale One of Us di Jack Lait e Joseph Swerling che aveva debuttato a Broadway il 9 settembre 1918 dopo essere stato presentato in precedenza a Los Angeles.

## Trama
David Strong, dopo essersi battuto con Coast-to-Coast Taylor, il capo di una gang che aveva aggredito suo fratello, viene scambiato per The Colt Kid, un criminale appena uscito di galera.

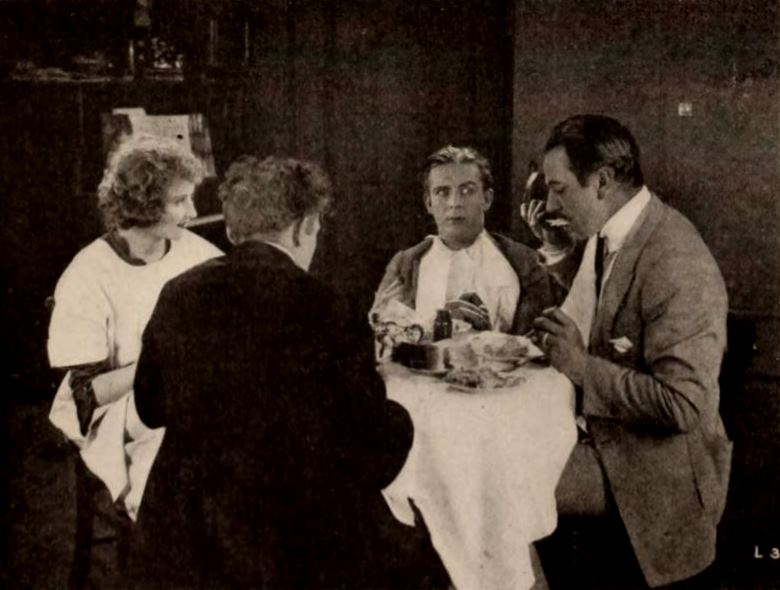
Anna Q. Nilsson e Wallace Reid

David, che in realtà è un ricco appartenente della buona società, per difendere Joan Grey, una cantante di cabaret, si fa passare per il suo fidanzato. La ragazza, infatti, è oggetto delle non gradite attenzioni di Taylor e lei e David finiscono per sposarsi anche se non consumano il matrimonio. Taylor, che vuole sbarazzarsi di David, organizza una rapina a casa degli Strong, dove si sta svolgendo la cerimonia di nozze di Elsie, la sorella di David. Per il furto, viene accusato proprio David che finisce in carcere insieme a Joan. I due sono salvati dall'intervento della signora Strong che riconosce il figlio. Elsie, da parte sua, riconosce in Joan una compagna di scuola: la giovane ammette che è stato il fascino degli ambienti malavitosi a portarla nei bassifondi. Lei e David, che si sono innamorati uno dell'altra, possono finalmente cominciare a vivere insieme come marito e moglie.

## Produzione
Il film fu prodotto dalla Famous Players-Lasky Corporation.

## Distribuzione
Il copyright del film, richiesto dalla Famous Players-Lasky Corp., fu registrato il 23 giugno 1919 con il numero LP13898.
Distribuito dalla Famous Players-Lasky Corporation e dalla Paramount Pictures, il film uscì nelle sale cinematografiche statunitensi il 13 luglio 1919.
Non si conoscono copie ancora esistenti della pellicola che viene considerata presumibilmente perduta.